# Atomgitter
Ein Atomgitter ist ein Kristallgitter, dessen Bausteine durch Atombindungen zusammengehalten werden.
Das wohl bekannteste Beispiel ist der Diamant, in dem jedes Kohlenstoffatom durch je eine Atombindung mit vier anderen Kohlenstoffatomen verbunden ist. Dies verleiht ihm die extreme Härte.
Vom Atomgitter abzugrenzen sind Molekülgitter. Die Atome eines Kristallgitters werden untereinander durch Atombindungen zusammengehalten, die Moleküle im Molekülgitter untereinander aber nur durch  Van-der-Waals-Kräfte (Beispiel Methan), Dipol-Dipol-Kräfte (Beispiel Wasser) und/oder Wasserstoffbrücken (Beispiel Eis).
Ein Grenzfall ist die Kohlenstoff-Modifikation Graphit, die aus (theoretisch) unendlichen Schichten von Kohlenstoffatomen besteht, die innerhalb der Schicht durch Atombindungen verbunden sind. Zwischen den Schichten wirken dagegen nur die Van-der-Waals-Kräfte. Dies bedingt die leichte Verschiebbarkeit der Schichten und die Eignung  als Schmiermittel.
Weitere Grenzfälle ergeben sich daraus, dass Atom- und Ionenbindung nur Idealisierungen sind, Al2O3 (Aluminiumoxid) ist ein solcher Grenzfall.

## Edelgase
Edelgase bestehen sowohl in der Gas- als auch in der Flüssigkeits-Phase aus Atomen. Trotzdem wird das Gitter der festen Phase nicht als Atomgitter, sondern als Edelgasgitter bezeichnet, der Zusammenhalt erfolgt nur durch die Van-der-Waals-Kräfte.

## Weitere Beispiele von Substanzen mit Atomgitter
- Bornitrid
- Silicium
- Bor